# حسن أباد (شهر أباد)
حسن أباد (بالفارسية: حسن‌آباد) هي قرية تقع في إيران في قسم شهر أباد الريفي. يقدر عدد سكانها بـ 1,373 نسمة .